# Nordrhodesien
Nordrhodesien (englisch Northern Rhodesia) war ein 1911 gebildetes britisches Protektorat im südlichen Zentralafrika, das 1964 als Sambia seine Unabhängigkeit erlangte. Nord- und Südrhodesien wurden nach Cecil Rhodes benannt, dem Premierminister der Kapkolonie, der diese Gebiete 1891 für die britische Krone gemäß einem Schutzvertrag in Besitz nahm.

## Geschichte
Die British South Africa Company von Rhodes hatte Nordwestrhodesien sowie Nordostrhodesien durch Verträge mit Herrschern der Lozi sowie der Bemba und Chewa getrennt zu Protektoratsgebieten der Gesellschaft gemacht. 1911 wurden die beiden Gebiete durch einen Order in Council, der am 17. August 1911 Rechtskraft erlangte, als Nordrhodesien unter gemeinsame Verwaltung gestellt. Durch einen weiteren Order in Council vom 20. Februar 1924 wurde das Amt eines Gouverneurs von Nordrhodesien geschaffen und ein exceutive council (eine Zentralverwaltung) geschaffen. Am 1. April 1924 übernahm formell der britische Staat die Hoheitsrechte von der British South Africa Company und regierte das Land forthin als britisches Protektorat.
Der Abbau und die Verhüttung von Kupfer begann 1931 im an den späteren Copperbelt angrenzenden Kapiri Mposhi. Nach einem Rückschlag in der Weltwirtschaftskrise wurde er im großen Stil mit Arbeitsmigranten aus Tanganjika aufgenommen. Ab 1935 kam es wiederholt zu Massenstreiks der schwarzen Bergleute und Hüttenarbeiter im Copperbelt, später zu den ersten freien Gewerkschaften, der African Mineworkers Union (AMU), der afrikanischen Belegschaften. Gleichgesinnte gründeten 1948 unter Harry Nkumbula die Partei des Northern Rhodesian African National Congress.
Am 1. August 1953 wurden die beiden Rhodesien mit Njassaland, heute Malawi, zur Föderation von Rhodesien und Njassaland vereint. Dieser Zusammenschluss löste sich aber 1963 auf. Gründe für die Auflösung waren u. a. der Widerstand des ANC, stark gestützt auf die Tonga im Süden, und der neu gegründeten, energischeren, stärker auf die nördlichen Bemba gestützte United National Independence Party (UNIP) unter Kenneth Kaunda. Das Land erhielt innere Autonomie. Kaunda gewann mit seiner UNIP die Wahlen und wurde Präsident.
Nordrhodesien wurde am 24. Oktober 1964 unter seinem letzten Gouverneur Sir Evelyn Hone als Sambia in die Unabhängigkeit entlassen.

## Verwaltungsgliederung
Die ersten administrativen Einteilungen erfolgten 1911 durch die British South Africa Company. Mit der Ausnahme von Barotseland (später Western Province), das 1890 bis 1900 einen semiautonomen Status erlangt hatte, wurde das Gebiet Nordrhodesiens im Jahr 1911 in zehn court areas (Gerichtsbezirke) eingeteilt: Tanganyika, East Luangwa, Luangwa, Luapula, Mweru, Awemba, Serenje, Kafue, Batoka, Barotse-Kasempa. Diese Verwaltungsgliederung orientierte sich größtenteils an geographischen Gegebenheiten und nahm wenig Rücksicht auf Stammesgebiete. Die court areas wurden 1937 in sieben Provinzen konsolidiert. Die Provinzgrenzen entsprachen weitgehend den Grenzen der court areas. Nur in der Nord- und Zentralprovinz wurden größere Änderungen vorgenommen. Die Provinzen wurden wiederum in 34 rural districts (ländliche Bezirke) und zehn urban districts (städtische Bezirke) unterteilt. In den ländlichen Bezirken übten District officers die vollziehende Gewalt aus, unterstützt durch lokale Gerichte und lokale Stammesführer (chiefs), die nach Gewohnheitsrecht urteilten. Die urban districts wurden durch Stadträte nach britischem Vorbild verwaltet.

## Bevölkerung
Bei den Volkszählungen wurde nur die nicht-afrikanische Bevölkerung genau erfasst. Die afrikanische Bevölkerung wurde geschätzt. Der Anteil der Europäer an der Bevölkerung stieg im Laufe der Zeit langsam kontiniuierlich an und erreichte gegen Ende der Kolonialzeit mit knapp 3 Prozent seinen Höchststand.
| Datum der Erhebung | Zensus   | Zensus  | Zensus  | Schätzungen (auf 10.000 gerundet) | Schätzungen (auf 10.000 gerundet) |
| Datum der Erhebung | Europäer | Asiaten | Farbige | Afrikaner                         | Gesamt                            |
| ------------------ | -------- | ------- | ------- | --------------------------------- | --------------------------------- |
| 7. Mai 1911        | 1.497    | 39      | k. A.   | 820.000                           | 820.000                           |
| 3. Mai 1921        | 3.634    | 56      | 145     | 960.000                           | 960.000                           |
| 5. Mai 1931        | 13.846   | 176     | 425     | 1.280.000                         | 1.290.000                         |
| 15. Oktober 1946   | 21.907   | 1.117   | 804     | 1.600.000                         | 1.620.000                         |
| 8. Mai 1951        | 37.221   | 2.529   | 1.092   | 1.860.000                         | 1.900.000                         |
| 8. Mai 1956        | 64.810   | 5.400   | 1.550   | 2.100.000                         | 2.170.000                         |
| 26. September 1961 | 74.640   | 7.790   | 2.050   | 2.440.000                         | 2.520.000                         |

## Wirtschaft
Bis 1938 war das britische Pfund Sterling die Währung Nordrhodesiens. 1938 wurde das Southern Rhodesia Currency Board (Südrhodesisches Währungsamt) mit Sitz in Salisbury gegründet, das eine eigene Währung, das Südrhodesische Pfund ausgab. Das Südrhodesische Pfund war die Währung von Südrhodesien, Nordrhodesien und Njassaland. Die Gültigkeit des britischen Pfund Sterling als mögliches Zahlungsmittel in Nordrhodesien endete endgültig mit dem 31. Dezember 1954. Am 15. März 1956 wurde die Bank of Rhodesia and Nyasaland gegründet, und am 1. April 1956 erhielt sie das alleinige Recht der Ausgabe von Banknoten und Münzen in der Föderation von Rhodesien und Njassaland zugesprochen.

## Gouverneure von Nordrhodesien
Vorsteher der Kolonialverwaltung war der von der britischen Regierung eingesetzte Gouverneur.
| Gouverneur             | Amtszeit  |
| ---------------------- | --------- |
| Herbert Stanley        | 1924–1927 |
| James Crawford Maxwell | 1927–1932 |
| Ronald Storrs          | 1932–1934 |
| Hubert Winthrop Young  | 1934–1938 |
| John Alexander Maybin  | 1938–1941 |
| Eubule John Waddington | 1941–1947 |
| Gilbert Rennie         | 1948–1954 |
| Arthur Benson          | 1954–1959 |
| Evelyn Hone            | 1959–1964 |

## Parlament von Nordrhodesien

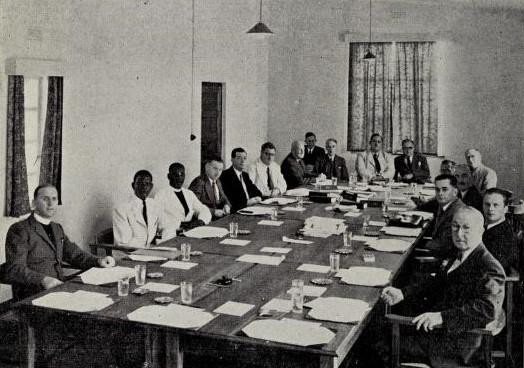
Sitzung des Legislative Council im Jahr 1949. Vorne rechts der britische Kolonialminister Arthur Creech Jones.

Auf Betreiben der in Nordrhodesien ansässigen Europäer, im Wesentlichen Farmer, die mehr Mitspracherecht bei inneren Angelegenheiten forderten, wurde ein Legislative Council (Legislativrat) eingrichtet, der am 23. Mai 1924 seine erste Sitzung in Livingstone abhielt. Wahlberechtigt und wählbar waren ausschließlich Weiße. Ab 1935 tagte der Legislativrat im Regierungsgebäude (Sekretariatsgebäude) in Lusaka, der neuen Hauptstadt Nordrhodesiens. Ab dem vierten Legislativrat hatten auch indigene Afrikaner ein eingeschränktes Wahlrecht. Der letzte Legislativrat vor der Unabhängigkeit wurde nach der Wahl vom 28. Januar 1964 gebildet. Dies geschah unter der so genannten Selbstverwaltungsverfassung, die insgesamt 75 Sitze im Unterhaus vorsah. Davon wurden 65 durch die indigene afrikanische Bevölkerung gewählt. Die wichtigsten Parteien im Rennen waren die United National Independence Party (UNIP), der African National Congress (ANC) und die ausschließlich aus Weißen bestehende National Progressive Party (NPP). Bei den Wahlen errang die UNIP 55 der 65 Sitze aund der ANC die restlichen zehn Sitze. Die NPP sicherte sich alle zehn für Weiße reservierten Sitze. Nach der Wahl berief die britische Regierung die Nordrhodesische Unabhängigkeitskonferenz ein, zu der Vertreter aller politischen Parteien mit Sitzen im Legislativrat eingeladen waren. Nach intensiven Verhandlungen erarbeitete die Konferenz eine Unabhängigkeitsverfassung, die einen Legislativrat mit 80 Mitgliedern vorsah.